# Sphaeniscus atilius
Sphaeniscus atilius är en tvåvingeart som först beskrevs av Walker 1849.  Sphaeniscus atilius ingår i släktet Sphaeniscus och familjen borrflugor. Inga underarter finns listade i Catalogue of Life.